# Église Saint-Denis de Paillart
Pour les articles homonymes, voir Église Saint-Denis.
L'église Saint-Denis est une église catholique située à Paillart, en France. Elle est affiliée à la paroisse bienheureuse Anne-Marie Javouhey de Brèche et Noye.

## Localisation
L'église est située dans le département français de l'Oise, sur la commune de Paillart.

## Historique
L'édifice est classé au titre des monuments historiques par arrêté du 19 mars 1992, après une inscription par arrêté du 8 novembre 1990 annulée.

## Mobilier
L'édifice abrite quelques objets classés monument historique : 
- Ensemble de trois verrières (baies 0 à 2)[2], 1er quart du XVIe siècle et 3e quart du XIXe siècle.
  - Verrière figurée (baie 1) : Saint-Louis et donateurs, Sainte-Barbe, Baptême du Christ, Sainte-Marguerite, Saint-Pierre, Saint-Antoine (?), Saint-Jacques, Christ de Pitié, anges aux instruments de la Passion[3].
  - Verrière figurée (baie 2) : Saint-Louis, Saint-Ambroise, Saint-Denis, Saint-Hubert, Saint-évêque, Saint-François d'Assise, Saint-Antoine, Vierge-de-Pitié, Saint-Jérôme, Ange aux instruments de la Passion[4]
  - Verrière figurée (baie 0) : Crucifixion[5].